# ميشيل روكيجوفري
ميشيل روكيجوفري (بالفرنسية: Michel Roquejeoffre)‏ (28 نوفمبر 1933 - 18 أكتوبر 2024)، هو ضابط كبير من الجيش الفرنسي (القوات السريعة) الذي قاد عملية داغيت (العمليات الفرنسية خلال حرب الخليج الثانية عام 1991). القوات الفرنسية التي كانت تشكل جزء من قوات التحالف البالغ عددها 18 ألف جندي شاركت مباشرة في المعارك مع القوات العراقية في الكويت والعراق.
قبل أن يشارك روكيجوفري في ثورة التحرير الجزائرية والبعثات اللاحقة في تشاد ولبنان وكمبوديا. دخل مدرسة سان سير العسكرية في عام 1952.
وصف قائد الحلفاء الفريق الأول الأمريكي نورمان شوارتسكوف روكيجوفري في مذكراته بأنه أحد أكثر المقربين ثقة به خلال الحرب. منح روكيجوفري وسام الإستحقاق من قبل الولايات المتحدة لخدماته في حرب الخليج الثانية.